# Монсон, Уолтер
Уо́лтер Джордж Мо́нсон (англ. Walter George Monson; 29 ноября 1908 — 9 января 1988) — канадский хоккеист, чемпион зимних Олимпийских игр 1932 года, чемпион мира 1932 (и по совместительству чемпион мира) в составе сборной Канады.

## Биография
Начинал карьеру в составе клуба «Элмвуд Миллионерз», с которым выиграл юниорский чемпионат Канады в 1928 году и чемпионат среди взрослых в 1930 году. В 1931 году стал лучшим бомбардиром в чемпионате Канады в составе клуба «Селкирк Фишермен», чем обратил на себя внимание сборной Канады. В её составе в 1932 году завоевал золото зимних Олимпийских игр, сыграв шесть матчей и забросив семь шайб (лучший бомбардир турнира).
В 1933 году Монсон выиграл в составе клуба «Селкирк Фишермен» чемпионат Канады, затем сыграл два сезона в «Сент-Джон Биверз» в Приморской лиге, а затем уехал в американский клуб «Питтсбург Йеллоу Джекетс» из Восточной любительской хоккейной лиги (сыграл 35 матчей). Значась игроком запаса «Монреаль Марунз», он уехал в Великобританию, где провёл четыре сезона за клуб «Харрингей Рейсерс» в британском чемпионате, став капитаном в первом сезоне и выиграв чемпионат во втором сезоне. В 1942 году он стал помощником тренера клуба.
После окончания Второй мировой войны Монсон вернулся в Канаду и стал тренером серии клубов Юниорской хоккейной лиги Манитобы — «Юкрейниен Блюз» и «Виннипег Бонархс». В сезоне 1945/1946 выиграл с «монархами» Мемориальный кубок. Помогал британским клубам приглашать в свой состав молодых хоккеистов. С 1955 года член Британского зала хоккейной славы, позднее вошёл в Хоккейный зал славы Манитобы.